# Fredrik Grundel
Kurt Fredrik Grundel, född 31 maj 1944 i Fors församling i Jämtlands län, död 19 augusti 2018 i Nacka distrikt i Stockholms län, var en svensk journalist, programledare och radioproducent.
Grundel var verksam som producent och programledare vid Sveriges Radio mellan åren 1980 och 2003.  Han arbetade med program som I afton dans, Radio Europa, På gränsen, På Tiden, Drömspel och Frispel.
Fredrik Grundel var son till handelsmannen Georg Fredrik Grundel (1900–1974) och Maria Kristina Hellman (1905–1987).